# Mário da Silva Mateus
Mário da Silva Mateus, noto come Marinho (Lisbona, 3 settembre 1943), è un ex calciatore e allenatore di calcio portoghese, di ruolo attaccante.

## Carriera

### Club
Con lo Sporting Lisbona vinse due campionati e tre coppe nazionali, giocando 320 partite ufficiali e segnando 89 gol.
Nel maggio 1977 si trasferì in Canada per giocare nel First Portuguese, società di Toronto espressione della locale comunità portoghese, club militante nella NSL. Con il suo club ottenne il quinto posto nella campionato 1977, segnando 18 reti in 24 partite.

### Nazionale
Ha collezionato 5 presenze con la propria nazionale tra il 1969 e il 1975, segnando una rete.

## Statistiche

### Cronologia presenze e reti in nazionale
| Cronologia completa delle presenze e delle reti in nazionale ― Portogallo | Cronologia completa delle presenze e delle reti in nazionale ― Portogallo | Cronologia completa delle presenze e delle reti in nazionale ― Portogallo | Cronologia completa delle presenze e delle reti in nazionale ― Portogallo | Cronologia completa delle presenze e delle reti in nazionale ― Portogallo | Cronologia completa delle presenze e delle reti in nazionale ― Portogallo | Cronologia completa delle presenze e delle reti in nazionale ― Portogallo | Cronologia completa delle presenze e delle reti in nazionale ― Portogallo |
| Data                                                                      | Città                                                                     | In casa                                                                   | Risultato                                                                 | Ospiti                                                                    | Competizione                                                              | Reti                                                                      | Note                                                                      |
| ------------------------------------------------------------------------- | ------------------------------------------------------------------------- | ------------------------------------------------------------------------- | ------------------------------------------------------------------------- | ------------------------------------------------------------------------- | ------------------------------------------------------------------------- | ------------------------------------------------------------------------- | ------------------------------------------------------------------------- |
| 2-11-1969                                                                 | Berna                                                                     | Svizzera                                                                  | 1 – 1                                                                     | Portogallo                                                                | Qual. Mondiali 1970                                                       | -                                                                         | 75’                                                                       |
| 30-4-1975                                                                 | Praga                                                                     | Cecoslovacchia                                                            | 5 – 0                                                                     | Portogallo                                                                | Qual. Euro 1976                                                           | -                                                                         |                                                                           |
| 8-6-1975                                                                  | Limassol                                                                  | Cipro                                                                     | 0 – 2                                                                     | Portogallo                                                                | Qual. Euro 1976                                                           | -                                                                         | 76’                                                                       |
| 12-11-1975                                                                | Porto                                                                     | Portogallo                                                                | 1 – 1                                                                     | Cecoslovacchia                                                            | Qual. Euro 1976                                                           | -                                                                         | 66’                                                                       |
| 26-4-1975                                                                 | Colombes                                                                  | Francia                                                                   | 0 – 2                                                                     | Portogallo                                                                | Amichevole                                                                | 1                                                                         | 72’                                                                       |
| Totale                                                                    |                                                                           | Presenze                                                                  | 5                                                                         |                                                                           | Reti                                                                      | 1                                                                         |                                                                           |

## Palmarès

### Club

#### Competizioni nazionali
- Campionato portoghese: 2

Sporting Lisbona: 1969-1970, 1973-1974
- Coppa del Portogallo: 3

Sporting Lisbona: 1970-1971, 1972-1973, 1973-1974